# Aorta addominale
L'aorta addominale fa parte dell'aorta discendente, fa seguito all'aorta toracica e decorre parallelamente e a sinistra della vena cava inferiore. È l'arteria più grande della regione topografica addominale.
L'aorta addominale emette una serie di piccoli rami:
- parietali, sono l'arteria frenica inferiore (per il diaframma) e le arterie lombari che, in numero di quattro per lato, irrorano i muscoli della parete addominale.
- viscerali, rappresentati dall'arteria celiaca o tripode celiaco di Haller, dalle arterie mesenterica superiore (vascolarizza pancreas, duodeno, intestino tenue e crasso) e inferiore (porzione terminale colon e retto), dall'arteria renale, dall'arteria surrenale media e dall'arteria genitale.

## Topografia
Inizia a livello del corpo della XI vertebra toracica, a volte un po' inferiormente (dal corpo della XII vertebra toracica); termina a livello del corpo della quarta vertebra lombare o nel disco intervertebrale sottostante, dove si biforca nelle due arterie iliache comuni.
Durante il suo decorso si applica nel connettivo retroperitoneale della fascia extraperitoneale dell'addome, molto denso in avanti e sui lati. In questo ambiente connettivale sono disseminati diversi linfonodi dell'addome.
Posteriormente l'aorta addominale si pone a ridosso dei corpi vertebrali e più precisamente:
- all'inizio del suo decorso si posiziona di poco a sinistra rispetto alla colonna vertebrale, contattando i corpi delle vertebre, XI e XII per mezzo del legamento longitudinale anteriore;
- a valle si posiziona sulla linea mediana del corpo, contraendo rapporti con i corpi delle prime tre vertebre lombari.

La sua faccia posteriore incrocia le vene lombari di sinistra e contrae rapporto con il dotto toracico e le sue radici.
Anteriormente l'arteria è circondata da filuzzi nervosi appartenenti ai plessi celiaco e aortico del sistema simpatico. Contrae rapporti inoltre con:
- il duodeno;
- il pancreas;
- il mesentere;
- vena lienale (in alto);
- vena renale sinistra (in basso).

La sua faccia destra ha rapporto con:
- la vena cava inferiore;
- (in alto) col pilastro mediale destro del diaframma e il lobo caudato del fegato (che si interpongono tra vena cava inferiore e arteria addominale);
- (in alto) con la radice mediale della vena azygos e col dotto toracico;

A sinistra ha rapporti con:
- la ghiandola surrenale sinistra;
- porzione superiore del margine mediale del rene di sinistra;
- pelvi renale;
- uretere sinistro.
- muscolo psoas sinistro.

## Anatomia microscopica
L'aorta addominale presenta una struttura tipica delle grandi arterie propulsive, di tipo elastico e soggette all'effetto Windkessel. Dal lume verso la tonaca avventizia si distinguono:
1. Tonaca intima, a sua volta caratterizzata da:
  - Un endotelio, spesso circa 150 µm;
  - uno strato subendoteliale, caratterizzato da miocellule lisce e fibrocellule dalla morfologia stellata;
  - una membrana elastica interna, festonata, caratterizzata da fibre di elastina.
2. Tonaca media, spessa circa 1 mm e caratterizzata da:
  - uno strato più interno di miociti lisci
  - una membrana elastica esterna fenestrata, che perfora lo strato di miociti e si anastomizza con la membrana elastica interna
3. Tonaca avventizia, caratterizzata da connettivo lasso e che ospita i vasa vasorum e i nerva vasorum e, di rado, delle miocellule lisce.